# Veganzones
Veganzones er en by og kommune i det centrale Spanien i provinsen Segovia. Den har et indbyggertal på 197 (2024) indbyggere.